# Komskälet
Komskälet är en mindre ort nära sjön Tolken i Tvärreds socken i Ulricehamns kommun.
Genom Komskälet går Sjuhäradsleden och där ligger Raska-Mina stuga som är ett fint 1800-talstorp med torvtak och autentisk inredning. 
Just utanför Komskälet finns även en paintballbana Ekåsen Banan byggdes 2000 och är en av 2 banor i Ulricehamns kommun.